# Лабр, Бенедикт Иосиф
Бенеди́кт (Венеди́кт) Ио́сиф Лабр (фр. Benoît Joseph Labre — Бенуа́ Жозе́ф Лабр; 25 марта 1748, Амет — 16 апреля 1783 или 17 апреля 1783, Рим) — католический святой, нищенствующий монах и юродивый.

## Биография
Родился на севере Франции в семье богатого торговца, где был старшим из 15 детей. С детства отличался глубокой религиозностью, совершая публичные акты покаяния за свои грехи. В возрасте 16 лет пытался принять монашество в орденах траппистов, картезианцев, цистерцианцев, однако получил отказ из-за своей неспособности жить в коллективе.

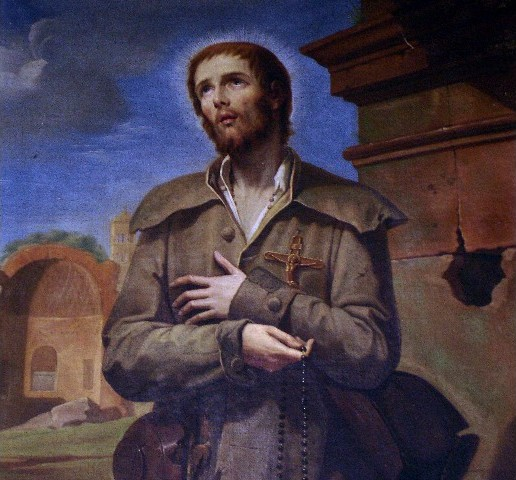
Изображение Б. И. Лабра в церкви его родной деревни Амет

По некоторой информации, Лабр получил некое озарение свыше и понял, что «по воле Божьей, подобно святому Алексию, он должен оставить свою страну, своих родителей и все, что его связывало с миром, и начать новую жизнь, жизнь полную болезней и наказаний, не в отшельничестве или в затворе, а в самой гуще мирских событий, чтобы посетить самые известные места христианского паломничества».
Сначала Бенедикт Лабр пешком посетил Рим, питаясь исключительно подаянием и укладываясь спать на открытом воздухе. Затем он также пешком и также нищенствуя, совершил (в некоторые места неоднократно) путешествия в Лорето, Ассизи, Неаполь, Бари, Эйнзидельн в Швейцарии, Парэ-ле-Моньяль во Франции, Компостелла в Испании. По свидетельству очевидцев, он делился подаянием с другими нищими, разговаривал мало, много молился и терпеливо переносил нападки.
Лабр считается примером юродивого Христа ради в Западной церкви. Он часто во время молитвы надевал на голову терновый венец, исцелял и кормил больных и нуждающихся. Последние годы своей жизни святой провел в Риме, где получил прозвище «святой сорока часов». Умер от недоедания в период Страстной недели, находясь в храме.
Лабр был канонизирован Римско-католической Церковью в 1881 году. День памяти — 16 апреля.
У многих наблюдателей вызывает интерес тот факт, что Папа Бенедикт XVI родился в день поминовения Бенедикта Иосифа Лабра 16 апреля, и носил также имя Йозеф.